# Danny Fonseca
Danny Alberto Fonseca Bravo (* 7. November 1979 in Cartago, Costa Rica) ist ein costa-ricanischer Fußballspieler.
1998 gab Fonseca sein Erstligadebüt für den CS Cartaginés und er ist dem Club bis heute treu geblieben. Er spielt im defensiven Mittelfeld und seine besondere Stärke ist die Manndeckung.
Bei der Junioren-Weltmeisterschaft 1999 war er bereits in der Auswahl seines Landes vertreten, der Sprung in die costa-ricanischen A-Nationalmannschaft ließ aber auf sich warten. 2003 kam er zu seinem ersten Einsatz und er drückte lange die Bank, bis ihm 2005/06 im Vorfeld der Fußball-Weltmeisterschaft 2006 in Deutschland der Durchbruch gelang. Bei der WM 2006 stand er im Aufgebot Costa Ricas.